# Župnija Studenec
Župnija Studenec je rimskokatoliška teritorialna župnija Dekanije Leskovec Škofije Novo mesto.
Do 7. aprila 2006, ko je bila ustanovljena Škofija Novo mesto, je bila župnija del Nadškofije Ljubljana.

## Sakralni objekti
| #  | Slika                     | Cerkev                                   | Kraj                 |
| -- | ------------------------- | ---------------------------------------- | -------------------- |
| 1. | Klikni za spremembo slike | Cerkev Marijinega brezmadežnega spočetja | Studenec             |
| 2. | Klikni za spremembo slike | Cerkev sv. Primoža in Felicijana         | Primož               |
| 3. | Klikni za spremembo slike | Cerkev sv. Urha                          | Rovišče pri Studencu |